# Nowotwory podścieliskowe przewodu pokarmowego
Nowotwory podścieliskowe przewodu pokarmowego, guzy stromalne, GIST (skrótowiec od ang. gastrointestinal stromal tumors) – nowotwory tkanek miękkich wywodzące się z prekursorów komórek Cajala o charakterystycznej morfologii i typowo wykazujących ekspresję CD117. Nowotwory stromalne stanowią spektrum zmian o różnej histopatologii, stopniu złośliwości i rokowaniu. Reprezentują około 5% mięsaków u ludzi.
Choroba często przebiega bezobjawowo i jest rozpoznawana przypadkowo podczas wykonywania badań endoskopowych czy obrazowych z innego powodu niż podejrzenie choroby nowotworowej. Najczęstszym objawem choroby jest krwawienie z przewodu pokarmowego, które prezentuje się jako smoliste stolce, wymioty fusowate czy niedokrwistość z niedoboru żelaza. Nowotwór może być przyczyną bólów brzucha, nudności, wymiotów, powodować uczucie pełności i wczesnej sytości oraz utraty masy ciała.
Podejrzenie choroby jest stawiane na podstawie badań obrazowych lub endoskopowych. Ostateczne rozpoznanie nowotworu podścieliskowego przewodu pokarmowego jest ustalane na podstawie badania histopatologicznego podczas badania mikroskopowego materiału uzyskanego podczas badania endoskopowego z wykonaniem biopsji cienkoigłowej, zwykle pod kontrolą ultrasonografii endoskopowej (EUS). W leczeniu choroby bez przerzutów podstawową metodą jest radykalna onkologicznie operacja polegająca na resekcji guza w granicach zdrowych tkanek. W leczeniu choroby z przerzutami (uogólnionej), nieoperacyjnej i nawrotowej konieczne jest leczenie ogólnoustrojowe i podaje się inhibitory kinazy tyrozynowej, wśród których lekiem pierwszego rzutu jest imatynib.

## Epidemiologia
Guzy stromalne są najczęstszymi nowotworami mezenchymalnymi przewodu pokarmowego. Stanowią około 5% mięsaków u ludzi. Dane epidemiologiczne oceniające częstość występowania nowotworów podścieliskowych przewodu pokarmowego są bardzo zróżnicowane. Większość badań epidemiologicznych szacuje zapadalność na 10–15 przypadków na milion. Zwykle nowotwór rozpoznaje się po 60. roku życia, tylko wyjątkowo występuje przed 30. rokiem życia, choć bywa rozpoznawany również u dzieci. Bardzo małe guzy stromalne wielkości poniżej 1 cm są stosunkowo częstym zjawiskiem. Donoszono, że w badaniach sekcyjnych osób po 50. roku życia kilkumilimetrowe GIST były znajdowane u 22% badanych. Sugeruje to, że większość takich zmian nie ulega progresji do istotnych klinicznie zmian. Nowotwór występuje ze zbliżoną częstością zarówno u kobiet, jak i mężczyzn, choć u dzieci przeważającą liczbę przypadków rozpoznaje się u płci żeńskiej.

## Obraz kliniczny

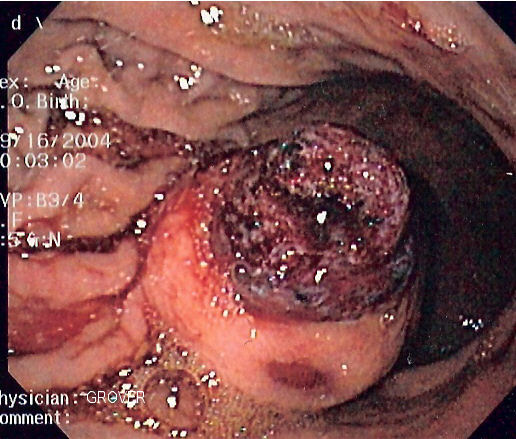
Nowotwór podścieliskowy przewodu pokarmowego dna żołądka, obraz endoskopowy. Widoczne jest owrzodzenie zmiany, podkrwawianie zmiany oraz skrzep

Nowotwory podścieliskowe przewodu pokarmowego najczęściej lokalizują się w żołądku (60%), jelicie czczym i krętym (30%), dwunastnicy (5%), rzadko w jelicie grubym (poniżej 5%), a jeszcze rzadziej w przełyku, wyrostku robaczkowym i pęcherzyku żółciowym. W niewielkiej liczbie przypadków guzy stromalne są rozpoznawane poza przewodem pokarmowym w otrzewnej, przestrzeni zaotrzewnowej i kroczu, są one określane jako EGIST (ang. extragastrointestinal GISTs). Większość przypadków nowotworów podścieliskowych jest rozpoznawana jako choroba zlokalizowana bez przerzutów, jednakże w 10–20% przypadków GIST już w momencie rozpoznania stwierdza się obecność przerzutów odległych.
Obraz kliniczny jest niecharakterystyczny i prezentowane objawy zależą od lokalizacji zmian. W 20% przypadków choroba jest całkowicie bezobjawowa i jest przypadkowo rozpoznawana w badaniach endoskopowych lub obrazowych, a w 10% przypadków stwierdza się ją w badaniu sekcyjnym. Objawy choroby wynikają z owrzodzenia pokrywającej guz błony śluzowej albo są następstwem wielkości i masy guza.
Krwawienie z przewodu pokarmowego jest najczęstszym objawem choroby, który pojawia się u blisko połowy chorych. Krwawienie zwykle przyjmuje charakter przewlekły i prezentuje się jako smoliste stolce, wymioty fusowate czy niedokrwistość z niedoboru żelaza. Rzadziej pojawia się krwawienie do jamy otrzewnej. GIST może być przyczyną bólów brzucha, nudności, wymiotów, powodować uczucie pełności i wczesnej sytości oraz utratę masy ciała. Guz może być powodem niedrożności przewodu pokarmowego i perforacji przewodu pokarmowego. Jednak ze względu na lokalizację podśluzówkową i tendencję do wzrostu poza światło przewodu pokarmowego niedrożność jest stosunkowo rzadkim objawem.
Guzy zlokalizowane w przełyku powodują zaburzenia połykania (dysfagia), ból w klatce piersiowej, ból podczas połykania, wymioty krwawe i spadek masy ciała. Guzy rosnące w żołądku powodują ból brzucha, objawy dyspeptyczne, nudności, wymioty, utratę apetytu i masy ciała. W przypadku lokalizacji guza w pobliżu wpustu żołądka pojawiają się zaburzenia połykania, z kolei w pobliżu odźwiernika może dojść do jego niedrożności. W przypadku zablokowania dróg żółciowych przez guz występujący w dwunastnicy może pojawić się żółtaczka oraz zapalenie dróg żółciowych. W badaniu palpacyjnym może być wyczuwalny guz w jamie brzusznej. Z kolei guzy zlokalizowane w jelicie grubym są przyczyną zaburzeń wypróżnień i hematochezji.
Guzom stromalnym może towarzyszyć zespół paranowotworowy związany z produkcją IGF-II objawiający się hipoglikemią.

## Historia naturalna

GIST, obraz endoskopowy

Nowotwory podścieliskowe przewodu pokarmowego są guzami podśluzówkowymi. Guz może szerzyć się w kierunku światła przewodu pokarmowego i powodować owrzodzenie pokrywającej go błony śluzowej i krwawienie. W wyniku penetracji błony surowiczej może dojść do inwazji sąsiednich struktur anatomicznych. W konsekwencji wzrostu masy i objętości guza może dochodzić do ucisku lub przemieszczenia sąsiednich struktur anatomicznych. Nowotwory podścieliskowe przewodu pokarmowego szerzą się drogą krwionośną i naczyń limfatycznych. Nie obserwuje się przerzutów do węzłów chłonnych. Przerzuty typowo pojawiają się w obrębie jamy brzusznej, najczęściej w wątrobie lub jako rozsiew do jamy otrzewnej w postaci licznych drobnych zmian. Wątroba stanowi lokalizację ponad połowy przerzutów, przerzuty do wątroby zwykle są liczne i o dużej średnicy. Mogą występować jako izolowana lokalizacja zmian wtórnych (20% przypadków) lub współwystępować ze zmianami śródotrzewnowymi (30% przypadków). Izolowany rozsiew do otrzewnej jest stwierdzany w 30% przypadków choroby uogólnionej. Rzadko rozpoznaje się przerzuty poza jamą brzuszną w płucach, skórze, tkance podskórnej, kościach i mózgu. Rzadko obserwuje się bardzo późne nawroty choroby, które mogą wystąpić nawet po 20 latach od leczenia.

## Histopatologia

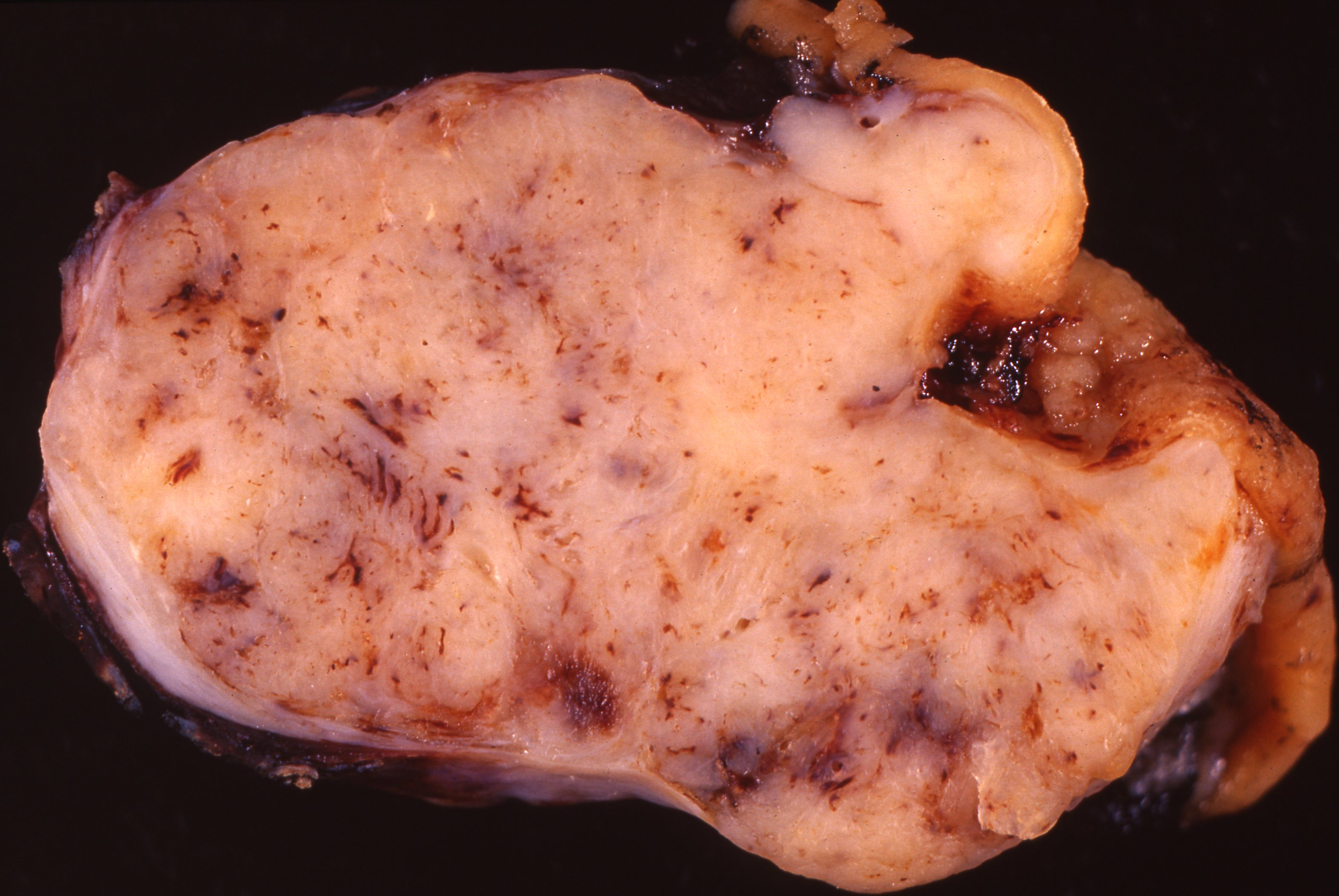
GIST zlokalizowany w żołądku, widok makroskopowy

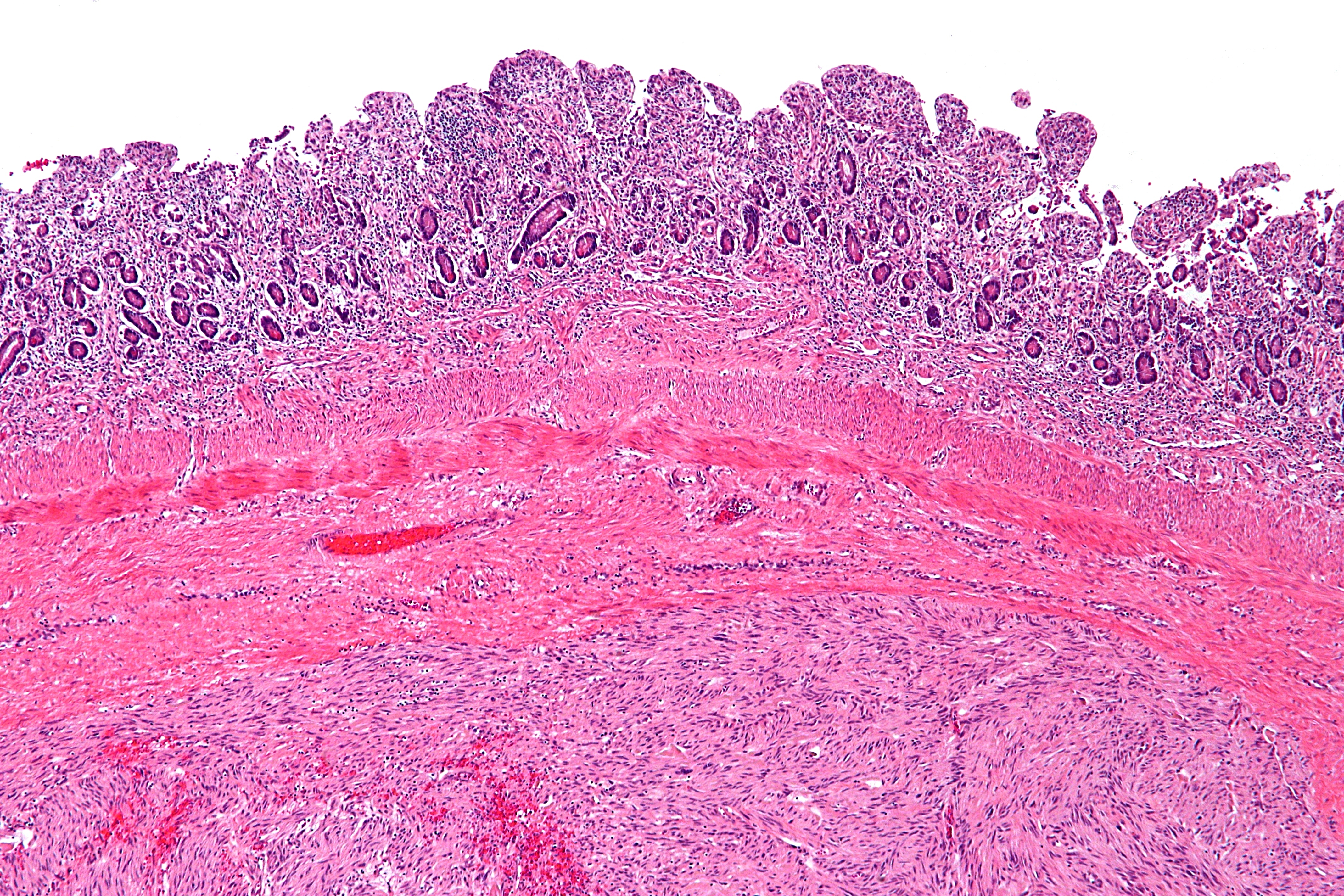
GIST zlokalizowany w żołądku, obraz mikroskopowy, barwienie H+E

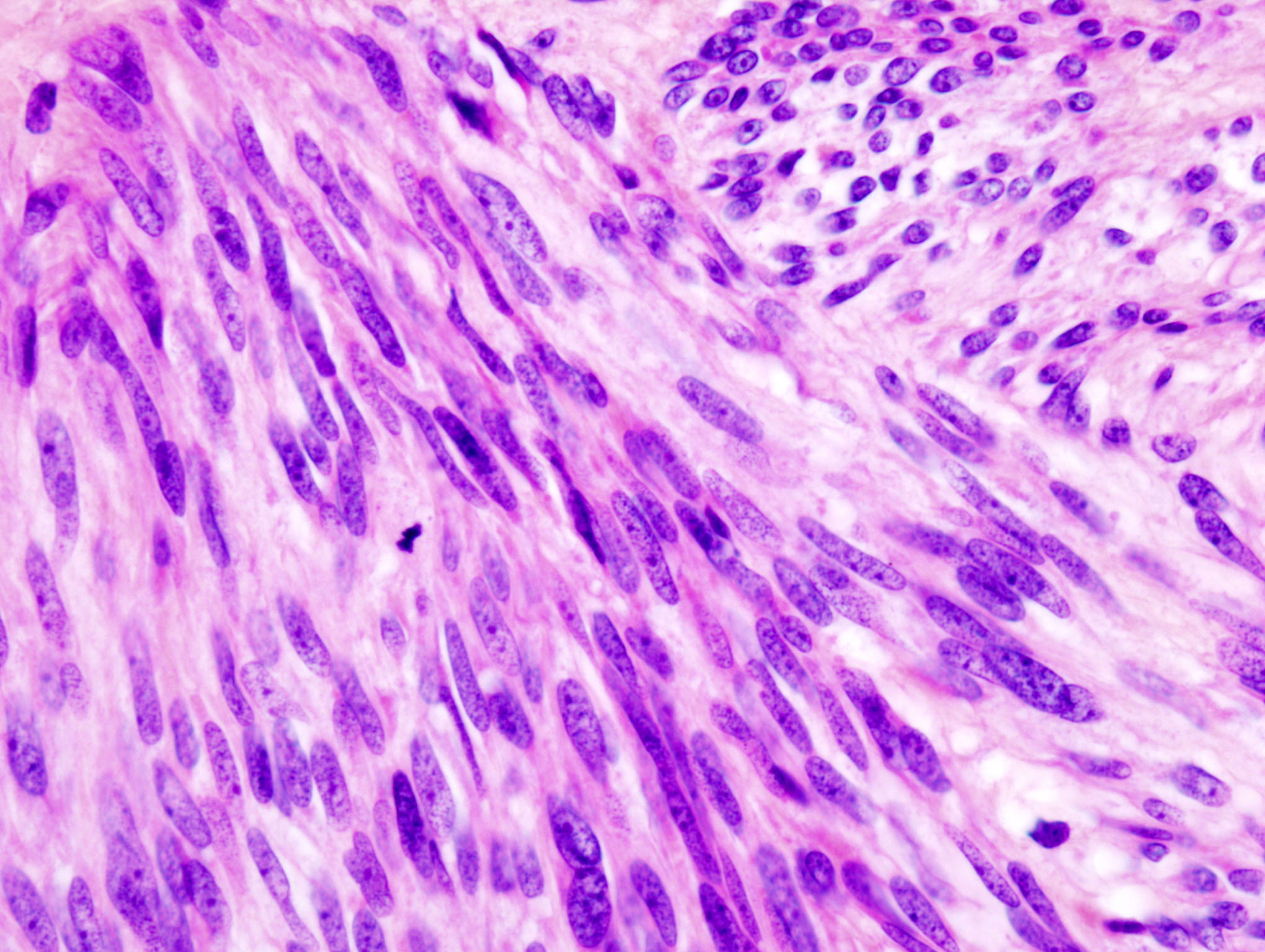
GIST, obraz mikroskopowy, barwienie H+E

Makroskopowo nowotwór stanowi dobrze odgraniczony guz koloru białego do szarego, często otoczony pseudotorebką. Mogą być widoczne obszary martwicy i krwotoków. Typowo nowotwory podścieliskowe rosną jako pojedynczy guz, w rzadkich przypadkach nowotwór może być zmianą wieloogniskową. W momencie rozpoznania wielkość guza waha się od kilku milimetrów do nawet 20 cm. Nowotwór zwykle rośnie śródściennie, tworzy masę przymocowaną do ściany żołądka czy jelita, która wpuklając się do jamy brzusznej, może przemieszczać sąsiednie struktury. Około 20–30% guzów stromalnych wykazuje złośliwy przebieg.
Mikroskopowo guz jest zlokalizowany w ścianie przewodu pokarmowego w obrębie mięśniówki właściwej (błona mięśniowa). Może szerzyć się w kierunku błony śluzowej i przekraczać blaszkę mięśniową błony śluzowej lub wzrastać w kierunku błony surowiczej (surowicówki). Utkanie może być od skąpokomórkowego do bogatokomórkowego, przy czym zwykle jest bogatokomórkowe. Nowotwory stromalne charakteryzują się niskim pleomorfizmem i niewielką aktywnością mitotyczną, figury mitotyczne są rzadkie i dotyczą jedynie guzów o wysokiej złośliwości i odróżnicowanych. Utkanie nowotworu budują komórki wrzecionowate przeważające w 70% przypadków GIST i komórki nabłonkowate (epitelioidne) przeważające w 20% przypadków GIST. W około 10% guzów stwierdza się utkanie mieszane.
Komórki wrzecionowate cechują się bladą cytoplazmą i wydłużonym jądrem komórkowym z ostro zakończonymi brzegami. Komórki są stosunkowo jednolite, ułożone w pęczki i arkusze, czasem tworzą struktury wirowate. Zrąb jest ubogi.
Komórki nabłonkowate przyjmują kształt okrągły, o eozynofilnej lub jasnej cytoplazmie z okrągłym lub owalnym jądrem. Komórki są ułożone w struktury gniazdowate lub pasmowato.

## Etiologia

### Pochodzenie nowotworu
Liczne badania przemawiają za pochodzeniem nowotworu z prekursorów komórek Cajala pełniących funkcję rozrusznikową stymulującą komórki mięśniówki przewodu pokarmowego do skurczu. Mysie komórki Cajala z uzyskaną metodami inżynierii genetycznej ekspresją ludzkiego zmutowanego KIT rozwijają hiperplazję komórek Cajala ściany żołądka i jelit oraz nowotwory przypominające GIST. Za wspólnym pochodzeniem przemawia ekspresja podobnych zestawów genów. Ponadto pochodzenie z prekursorów komórek Cajala pozwala wytłumaczyć ścisłą korelację pomiędzy konkretnymi mutacjami genu KIT czy PDGFRA a lokalizacją anatomiczną nowotworu.

### Rola mutacji KIT oraz PDGFRA
W 95% przypadków GIST w badaniu immunohistochemicznym rozpoznaje się ekspresję markera CD117 będącego receptorem kinazy tyrozynowej KIT, a w badaniach genetycznych w 70–80% guzów stwierdza się mutację genu KIT. KIT w warunkach fizjologicznych jest aktywowany przez czynnik komórek macierzystych (CSF) i odpowiada za regulację proliferacji, apoptozy, chemotaksji i adhezji, stanowi krytyczny czynnik niezbędny do rozwoju i przeżycia macierzystych komórek hematopoetycznych, komórek tucznych, melanocytów i komórek Cajala.
Mutacje mogą obejmować region regulacyjny lub centrum kataliczne. W ich wyniku dochodzi do konstytutywnej (stałej) aktywacji kinazy niezależnej od ligandu. W efekcie dochodzi do aktywacji innych szlaków sygnałowych, w tym szlaku MAPK/ERK, PI3K/AKT/mTOR i JAK/STAT. Prowadzi to do zaburzenia regulacji proliferacji, zwiększenia oporności na apoptozę oraz zaburzenia adhezji. Mutacja zachodzi we wczesnym etapie inicjacji nowotworzenia GIST.
W około 5% przypadków nie stwierdza się ekspresji CD117 (KIT), ale wówczas najczęściej rozpoznaje się mutację PDGFRA. Mutacje KIT oraz PDGFRA są mutacjami wzajemnie się wykluczającymi i stwierdza się wyłącznie jeden typ mutacji KIT albo PDGFRA zarówno w guzie pierwotnym, jak i przerzutach i zmianach nawrotowych. PDGFR jest fizjologicznie aktywowany przez płytkopochodny czynnik wzrostu (PDGR), receptor jest obecny na komórkach prekursorowych erytropoezy, leukopoezy i trombopoezy, ale także na komórkach glejowych, komórkach śródbłonka, fibroblastach i osteoblastach. PDGFR, podobnie jak KIT, jest receptorem kinazy tyrozynowej. Mutacje również prowadzą do konstytutywnej aktywności kinazy tyrozynowej niezależnej od PDGF i prowadzą do aktywacji tych samych szlaków sygnałowych co mutacja KIT. Z drugiej strony pomiędzy guzami z mutacją PDGFR i KIT zanotowano różnice w ekspresji niektórych genów.

### Pozostałe mutacje kierujące
W 10–15% GIST nie stwierdza się mutacji KIT ani PDGFRA. Morfologicznie GIST bez mutacji KIT ani PDGFRA są nie do odróżnienia od tych z powyższymi mutacjami, ponadto w większości z nich obserwuje się wysoki poziom ekspresji KIT. W części przypadków rozpoznaje się mutacje BRAF, HRAS oraz NRAS. Zarówno białka RAF i RAS stanowią element szlaku MAPK i ostatecznie dochodzi do stymulacji proliferacji niezależnie od KIT.
W znacznym odsetku przypadków GIST bez mutacji KIT i PDGFRA rozpoznaje się niedobór enzymu należącego do cyklu Krebsa – dehydrogenazy bursztynianowej (SDH). Większość mutacji SDH jest germinalna, choć możliwe są mutacje somatyczne genu tego enzymu. Obecność mutacji SDH wyklucza mutację KIT, PDGFRA lub BRAF. Niedobór dehydrogenazy bursztynianowej prowadzi do akumulacji bursztynianu i zaburzenia regulacji HIF1, który z kolei aktywuje ekspresję VEGF, IGF2 oraz ich receptorów. Ostatecznie niedobór SDH powoduje powstanie pętli autokrynnej z udziałem IGF i jego receptorów. Aktywacja receptora IGF również prowadzi do aktywacji szlaków MAPK/ERK i PI3K/AKT/mTOR, zwiększając potencjał proliferacyjny komórek i ich zdolność do przeżycia.

### Mutacje związane z progresją GIST
W ponad połowie przypadków GIST rozpoznaje się monosomię chromosomu 14 lub delecję 14q. Prawdopodobnie kluczowa jest utrata regionu 14q11.2 obejmującego geny PARP2, APEX1 i NDRG2 oraz regionu 14q32 zawierającego gen SIVA. Utrata długiego ramienia chromosomu 22 jest stwierdzana w blisko połowie GIST. Często dochodzi do utraty 1p, 9p, 11p i 17p. W obrębie 9p znajduje się gen CDKN2A kodujący dwa supresory p14 i p16. Zyskanie dodatkowej kopii 8q (zawierający MYC), 3q (zawierający SMARCA3) i 17q wiąże się z większym prawdopodobieństwem rozwinięcia przerzutów.

## Rozpoznanie
Podejrzenie choroby nowotworowej jest stawiane na podstawie obrazu klinicznego, badań endoskopowych i obrazowych. Małe zmiany często są wykrywane przypadkowo podczas badań z innych przyczyn niż podejrzenie choroby nowotworowej. Z badań obrazowych największe znaczenie ma tomografia komputerowa, która umożliwia zobrazowanie zmiany oraz ocenę zaawansowania choroby. W ocenie charakteru zmiany i zaawansowania pomocna jest ultrasonografia endoskopowa (EUS). Materiał do badania histopatologicznego jest uzyskiwany podczas badania endoskopowego z biopsją cienkoigłową pod kontrolą ultrasonografii endoskopowej. Alternatywą jest przezskórna biopsja gruboigłowa lub biopsja otwarta podczas laparatomii. Ostateczne rozpoznanie jest stawiane na podstawie badania histopatologicznego na podstawie oceny mikroskopowej materiału uzyskanego drogą biopsji. W badaniu immunohistochemicznym stwierdza się ekspresję CD117, a w badaniach genetycznych rozpoznaje się mutację KIT lub PDGFRA.

### Badania obrazowe i endoskopowe

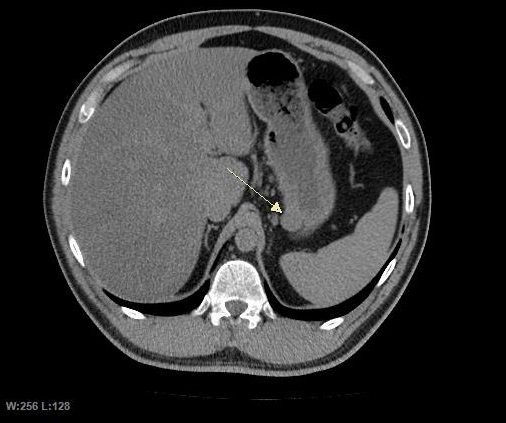
Guz stromalny w obrębie tylnej ściany żołądka (zaznaczony strzałką), obraz TK

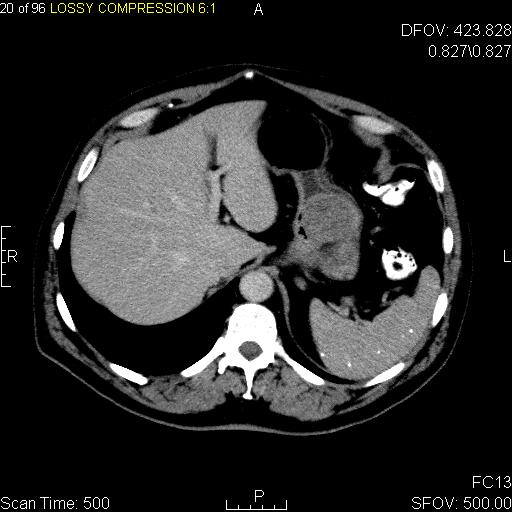
Guz stromalny dna żołądka, obraz TK

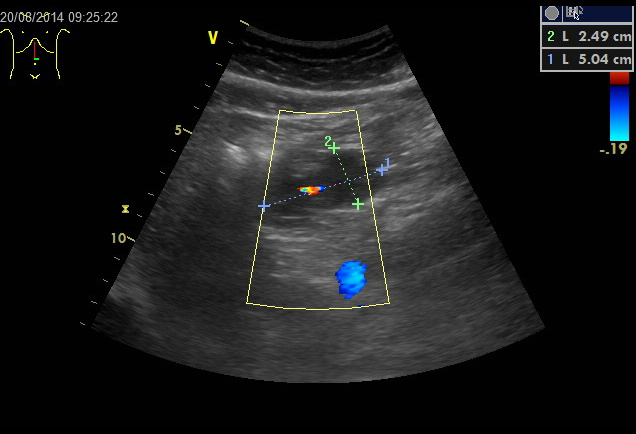
Guz stromalny, obraz USG

Typowo małe zmiany są przypadkowo rozpoznawane podczas badania endoskopowego lub badań obrazowych wykonywanych z innych przyczyn niż podejrzenie choroby nowotworowej. W badaniach endoskopowych, takich jak gastroskopia czy rzadziej kolonoskopia, nowotwory podścieliskowe przewodu pokarmowego są widoczne jako zmiany podśluzówkowe, owalnego kształtu w różnym stopniu wpuklające się do przewodu pokarmowego. Błona śluzowa pokrywająca guz może być prawidłowa lub też posiadać zagłębienie lub owrzodzenie. Jednak z powodu tendencji do wzrostu egofitycznego poza światło przewodu pokarmowego guzy stromalne mogą nie być widoczne podczas badania endoskopowego lub tylko pośrednio ujawniać swoją obecność poprzez zewnętrzne modelowanie ściany narządu.
Ultrasonografia endoskopowa (EUS) jest wykorzystywana do oceny miejscowej guza, a podczas biopsji cienkoigłowej pod jej kontrolą pomaga uzyskać reprezentatywny materiał tkankowy. Badanie pomaga określić wielkość guza, jego granice oraz pochodzenie z głębszej warstwy ściany przewodu pokarmowego. Typowo guzy uwidaczniają się jako hipoechogenne zmiany w obrębie mięśniówki właściwej (błona mięśniowa). Większe zmiany mogą cechować się nieregularną granicą, obecnością echogennych ognisk oraz torbielowatych przestrzeni. Jednak nie zawsze jest możliwe odróżnienie podczas ultrasonografii endoskopowej GIST od innych guzów mezenchymalnych.
Tomografia komputerowa (TK) pełni rolę w rozpoznaniu choroby, ocenie jej zaawansowania oraz planowaniu postępowania chirurgicznego. W tomografii komputerowej GIST jest obrazowany jako dobrze odgraniczona zmiana poza światłem przewodu pokarmowego. Gęstość zmian jest różna, zmiana może ulegać niejednolitemu wzmocnieniu kontrastowemu, co jest szczególnie zaznaczone przy większych guzach z obecną martwicą i obszarami krwotocznymi. Typowo obraz jednorodnego wzmocnienia kontrastowego przemawia za łagodnym charakterem zmiany. Tomografia komputerowa jest przydatna w rozpoznawaniu przerzutów odległych, szczególnie do wątroby. Rezonans magnetyczny (RM) jest przydatny w ocenie zmian zlokalizowanych w miednicy oraz oceny rozsiewu do otrzewnej.
W USG nowotwory podścieliskowe przewodu pokarmowego są obrazowane jako hipoechogenne zmiany, które przy odpowiedniej wielkości mogą uciskać sąsiednie struktury anatomiczne. Obecność zmiany w obrębie ściany przewodu pokarmowego znacząco utrudnia jej zobrazowanie, ponadto często występuje znaczna trudność w określeniu lokalizacji zmiany.
Pozytonowa tomografia emisyjna (PET) jest przydatna w rozpoznawaniu niewielkich przerzutów oraz pomaga zróżnicować aktywny metabolicznie guz od blizny lub innych zmian łagodnych.

### Biopsja
Konwencjonalna biopsja za pomocą kleszczyków wykonywana podczas badania endoskopowego ma ograniczone zastosowanie w związku z głębszą lokalizacją guza pod błoną śluzową i ograniczonym zasięgiem kleszczyków oraz zwiększonym ryzykiem perforacji podczas wykonywania biopsji.
Biopsja cienkoigłowa pod kontrolą endoskopowej ultrasonografii jest metodą z wyboru w uzyskiwaniu materiału tkankowego do badania histopatologicznego. Technika biopsji cienkoigłowej pod kontrolą EUS nie zawsze umożliwia dostarczenie odpowiedniej ilości materiału tkankowego i nie zawsze umożliwia ostateczne rozpoznanie histopatologiczne, a szczególnie różnicowanie pomiędzy zmianami prawdopodobnie łagodnymi a złośliwymi. Czułość metody jest oceniana na 78%.
Biopsja podczas badania endoskopowego jest korzystniejsza od biopsji przezskórnej, która wiąże się z większym ryzykiem istotnego krwawienia oraz ryzykiem rozsiewu nowotworu. Przezskórna biopsja może być przydatna w celu potwierdzenia obecności przerzutów choroby.
Nie ma konieczności uzyskania rozpoznania cytologicznego czy histopatologicznego przed leczeniem chirurgicznym choroby operacyjnej. Jednak uzyskanie rozpoznania histopatologicznego jest konieczne przed rozpoczęciem leczenia choroby lokalnie zaawansowanej lub z przerzutami.

### Badanie histopatologiczne
Rozpoznanie nowotworu podścieliskowego przewodu pokarmowego jest stawiane na podstawie badania histopatologicznego podczas badania mikroskopowego. Standardowo wykorzystuje się techniki immunohistochemii, która pozwala potwierdzić rozpoznanie GIST oraz wykluczyć rozpoznania innych nowotworów o podobnej morfologii. Typowo w immunohistochemii stwierdza się ekspresję CD117, a w badaniach genetycznych stwierdza się mutację KIT lub PDGFRA. Badanie histopatologiczne umożliwia ustalenie czynników ryzyka nawrotu GIST. Raport histopatologiczny zawiera opis lokalizacji guza, jego wielkość, ocenę reakcji dla CD117 i CD34 (ewentualnie także DOG-1, SMA, desmina, S-100, Caldesmon H), liczbę figur mitotycznych, ocenę zaawansowania według klasyfikacji TNM oraz ocenę ryzyka nawrotu (stopnia agresywności) według konsensusu AFIP-NCCN-AJCC.
Immunohistochemia

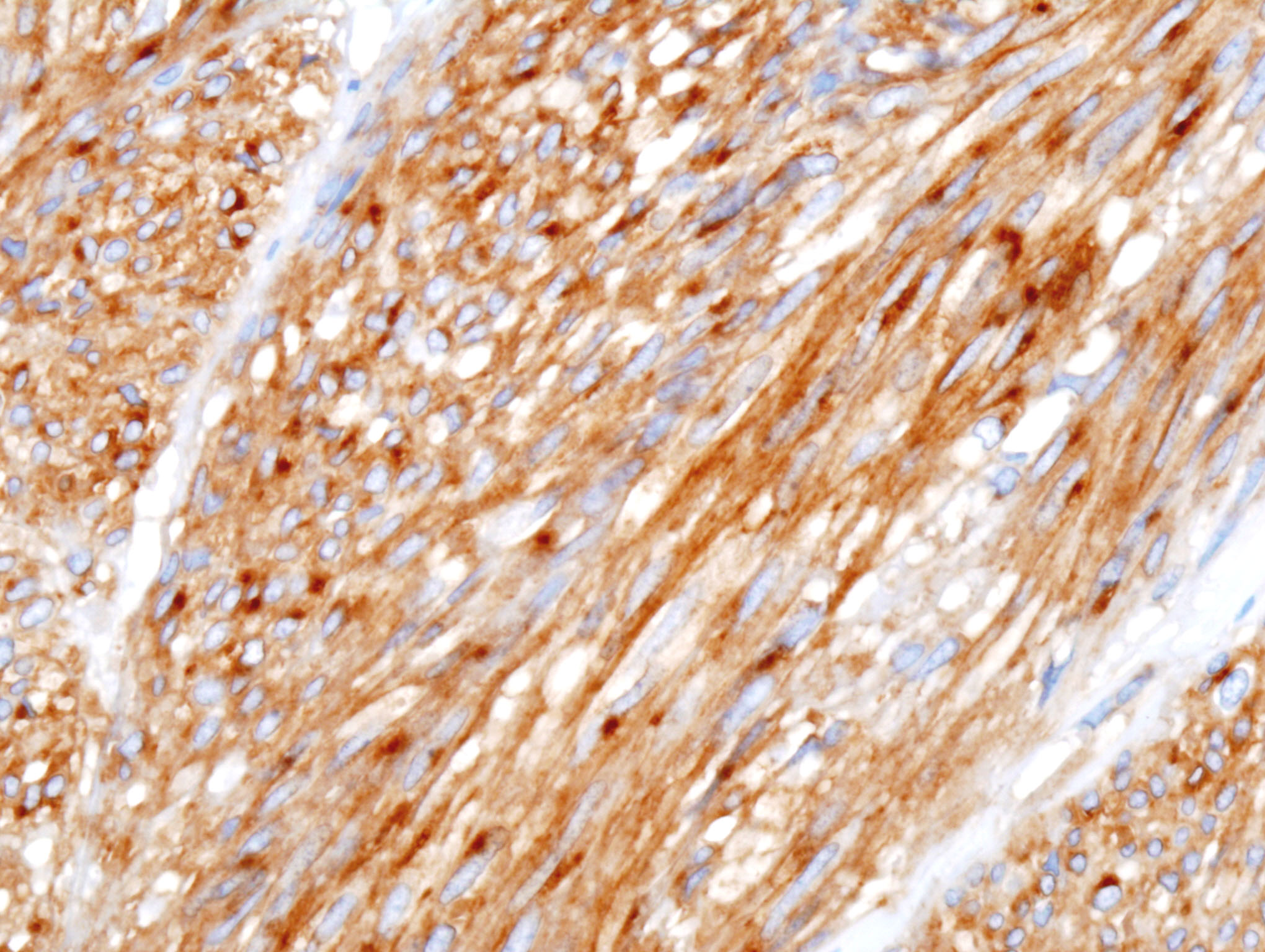
GIST, reakcja dla KIT

Diagnostyka immunohistochemiczna jest przydatna w różnicowaniu GIST z nerwiakiem osłonkowym, nowotworami tkanki mięśniowej gładkiej i rakami sarkomatoidalnymi. Rutynowo w diagnostyce różnicowej wykorzystuje się panel dla KIT (CD117), DOG1, S-100 i desminy. Potwierdzenie reakcji dla CD117 ma znaczenie diagnostyczne, ponieważ pozwala odróżnić inne nowotwory przypominające nowotwory podścieliskowe przewodu pokarmowego, w tym nerwiak osłonkowy i mięśniak gładkokomórkowy, a także znaczenie kliniczne przy kwalifikacji do leczenia inhibitorami kinaz tyrozynowych.
W 95% przypadków GIST stwierdza się rozlaną reakcję dla CD117 (KIT). W około 5% przypadków nie stwierdza się ekspresji CD117 (KIT), a wówczas zwykle stwierdza się mutację PDGFRA.
DOG1 jest wysoce swoistym i czułym markerem GIST. Często dodatnia reakcja dla DOG1 jest stwierdzana w guzach KIT-negatywnych, co znajduje zastosowanie w diagnostyce immunohistochemicznej tych guzów. Reakcja CD34 jest pozytywna dla około 70% GIST, jednak marker nie jest już stosowany w diagnostyce różnicowej. W GIST okazjonalnie rozpoznaje się dodatnią reakcję dla S-100 (5%), desminy (2%) i cytokeratyn (2%).
Diagnostyka genetyczna i molekularna
Diagnostyka genetyczna z oznaczaniem obecności mutacji KIT i PDGFRA jest wykorzystywana w diagnostyce GIST. W 95% przypadków nowotwory podścieliskowe przewodu pokarmowego wykazują ekspresję CD117 (KIT). W około 80% stwierdza się mutację aktywującą genu KIT kodującego receptor kinazy tyrozynowej, którego stała aktywność jest krytycznym i niezbędnym elementem karcynogenezy tego guza. W blisko 70% mutacja jest stwierdzana w eksonie 11, w 10% w eksonie 9 i około 1% w eksonie 13 i 17. W 5–10% przypadków tych guzów stwierdza się mutację genu PDGFRA kodującego receptor kinazy tyrozynowej. W badaniu immunohistochemicznym przypadki mutacji genu PDGFRA wykazują ujemną lub słabą reakcję dla KIT. Mutacje KIT i PDGFRA są mutacjami wzajemnie wykluczającymi. Z kolei w 10–15% GIST nie stwierdza się mutacji KIT ani PDGFRA (wild-type GIST, WT-GIST). Brak mutacji KIT czy PDGFRA nie wyklucza rozpoznania GIST. W wielu przypadkach GIST bez mutacji KIT ani PDGFRA stwierdza się mutację genu SDH. W około 3% GIST stwierdza się mutację BRAF, podobnie jak w czerniaku czy raku rdzeniastym tarczycy w kodonie V600E. W badaniu immunohistochemicznym przypadki mutacji BRAF również dają pozytywną reakcję dla KIT.

### Ocena ryzyka nawrotu
Około 20–30% guzów stromalnych wykazuje złośliwy przebieg. Z drugiej strony na podstawie badania histopatologicznego trudno przewidzieć kliniczny przebieg tego nowotworu. Najpewniejszym wskaźnikiem wskazujący na złośliwy charakter GIST jest obecność przerzutów odległych. Kluczowymi czynnikami przemawiającymi za złośliwością guza jest lokalizacja zmiany, wielkość i indeks mitotyczny. Istotne rokowniczo jest pęknięcie torebki guza podczas zabiegu operacyjnego.
Na podstawie powyższych czynników ryzyka powstało kilka klasyfikacji prognostycznych, z których największe znaczenie ma NIH, AFIP i Joensuu. W klasyfikacji AFIP lokalizacja zmiany jest klasyfikowana według umiejscowienia zmiany w żołądku, dwunastnicy, jelicie czczym/krętym oraz odbytnicy. Zmiany położone poza wymienionymi lokalizacjami są klasyfikowane jak zmiany w jelicie czczym i krętym. Wielkość zmiany podzielono pomiędzy kategoriami poniżej 2 cm, 2–5 cm, 5–10 cm i powyżej 10 cm. Wartość indeksu mitotycznego podzielono na dwie kategorie: poniżej i powyżej 5 mitoz w 50 polach widzenia. Określenie ryzyka nawrotu ma duże znaczenie kliniczne, ponieważ jest używane w kwalifikacji do leczenia uzupełniającego po radykalnym zabiegu uzupełniającym.
Wielkość zmiany powyżej 10 cm z wysokim indeksem mitotycznym powyżej 5 w 50 HPF przemawia raczej za charakterem złośliwym. Z kolei zmiany poniżej 2 cm z niskim indeksem mitotycznym poniżej 5 w 50 HPF raczej będą przyjmować łagodny przebieg (nie stosuje się pojęcia łagodny GIST).
| Cechy nowotworu   | Cechy nowotworu | Ryzyko nawrotu       | Ryzyko nawrotu | Ryzyko nawrotu       | Ryzyko nawrotu  |
| Indeks mitotyczny | Wielkość guza   | Żołądek              | Dwunastnica    | Jelito czcze i kręte | Odbytnica       |
| ≤50 w 50 HPF      | ≤2 cm           | brak (0%)            | brak (0%)      | brak (0%)            | brak (0%)       |
| ≤50 w 50 HPF      | >2 cm–≤5 cm     | bardzo niskie (1,9%) | niskie (8,3%)  | niskie (4,3%)        | niskie (8,5%)   |
| ≤50 w 50 HPF      | >5 cm–≤10 cm    | niskie (3,6%)        | brak danych    | pośrednie (24%)      | brak danych     |
| ≤50 w 50 HPF      | >10 cm          | wysokie (10%)        | wysokie (34%)  | wysokie (52%)        | wysokie (57%)   |
| >50 w 50 HPF      | ≤2 cm           | brak (0%)            | brak danych    | wysokie              | pośrednie (24%) |
| >50 w 50 HPF      | >2 cm–≤5 cm     | pośrednie (16%)      | wysokie (50%)  | wysokie (73%)        | wysokie (52%)   |
| >50 w 50 HPF      | >5 cm–≤10 cm    | wysokie (55%)        | brak danych    | wysokie (85%)        | brak danych     |
| >50 w 50 HPF      | >10 cm          | wysokie (86%)        | wysokie (86%)  | wysokie (90%)        | wysokie (71%)   |

## Zaawansowanie kliniczne
| Guz pierwotny – cecha T                        |                                                              |
| Tx                                             | nie można ocenić guza pierwotnego                            |
| T0                                             | nie stwierdza się guza pierwotnego                           |
| T1                                             | guz mniejszy lub równy 2 cm                                  |
| T2                                             | guz większy niż 2 cm i mniejszy niż 5 cm                     |
| T3                                             | guz większy niż 5 cm i mniejszy niż 10 cm                    |
| T4                                             | guz większy niż 10 cm                                        |
| Zajęcie okolicznych węzłów chłonnych – cecha N |                                                              |
| N0                                             | nie stwierdza się przerzutów w okolicznych węzłach chłonnych |
| N1                                             | przerzuty obecne w węzłach chłonnych                         |
| Przerzuty odległe – cecha M                    |                                                              |
| M0                                             | nie stwierdza się przerzutów odległych                       |
| M1                                             | obecne przerzuty odległe                                     |

| Stopień zaawansowania | Cecha T | Cecha N | Cecha M | Indeks mitotyczny |
| IA                    | T1      | N0      | M0      | Niski             |
| IA                    | T2      | N0      | M0      | Niski             |
| IB                    | T3      | N0      | M0      | Niski             |
| II                    | T1      | N0      | M0      | Wysoki            |
| II                    | T2      | N0      | M0      | Wysoki            |
| II                    | T4      | N0      | M0      | Niski             |
| IIIA                  | T3      | N0      | M0      | Wysoki            |
| IIIB                  | T4      | N0      | M0      | Wysoki            |
| IV                    | każde T | N1      | M0      | każdy             |
| IV                    | każde T | każde N | M1      | każdy             |

| Stopień zaawansowania | Cecha T | Cecha N | Cecha M | Indeks mitotyczny |
| I                     | T1      | N0      | M0      | Niski             |
| I                     | T2      | N0      | M0      | Niski             |
| II                    | T3      | N0      | M0      | Niski             |
| IIIA                  | T1      | N0      | M0      | Wysoki            |
| IIIA                  | T4      | N0      | M0      | Niski             |
| IIIB                  | T2      | N0      | M0      | Wysoki            |
| IIIB                  | T3      | N0      | M0      | Wysoki            |
| IIIB                  | T4      | N0      | M0      | Wysoki            |
| IV                    | każde T | N1      | M0      | każdy             |
| IV                    | każde T | każde N | M1      | każdy             |

## Leczenie
W leczeniu choroby bez przerzutów podstawową metodą jest postępowanie chirurgiczne polegające na resekcji guza w granicach zdrowych tkanek. Zwykle wykonuje się zabiegi zachowujące narząd, unikając rozległych, okaleczających operacji. U chorych o wysokim ryzyku nawrotu po radykalnej operacji stosuje się leczenie uzupełniające, a część chorych wymaga leczenia przedoperacyjnego, które pomaga zmniejszyć masę guza i konieczny zakres operacji. U około połowy chorych pomimo leczenia operacyjnego obserwuje się nawroty w postaci rozsiewu do wątroby czy jamy otrzewnej. W leczeniu ogólnoustrojowym podaje się inhibitory kinazy tyrozynowej, wśród których lekiem pierwszego rzutu jest imatynib. Lek wykorzystuje się zarówno w leczeniu adiuwantowym i neoadiuwantowym, jak i w chorobie zaawansowanej z przerzutami, chorobie nieoperacyjnej oraz nawrotach choroby. U większości leczonych imatynib prowadzi do obiektywnych odpowiedzi i długotrwałych korzyści klinicznych. U 10–15% chorych obserwuje się pierwotną oporność na imatynib lub jego nietolerancję. Około połowa chorych w ciągu 2 lat stosowania imatynibu doświadcza wtórnej oporności na lek i progresji. W leczeniu choroby progresywnej zwiększa się dawkę imatynibu do maksymalnej, a następnie w drugiej linii leczenia stosuje się sunitynib.

### Leczenie choroby bez przerzutów

#### Leczenie chirurgiczne
Leczenie chirurgiczne jest podstawową metodą terapii u chorych z potencjalnie operacyjnym (resekcyjnym) nowotworem podścieliskowym przewodu pokarmowego bez przerzutów. Jest to jedyna metoda leczenia umożliwiająca całkowite wyleczenie. Celem zabiegu jest całkowita resekcja zmiany w zakresie marginesu zdrowych tkanek (resekcja R0). Wystarczającym postępowaniem jest operacja zachowująca narząd z wykonaniem segmentarnej czy klinowej resekcji z marginesem chirurgicznym wolnym od nacieku nowotworowego. Unika się rozległych, okaleczających, wielonarządowych zabiegów, ponieważ zabieg ma wywoływać możliwie jak najmniejszą chorobowość. Szerokie marginesy resekcji nie wpływają na poprawę rokowania leczonych, ponieważ guzy stromalne nie wykazują tendencji do rozległego nacieku wzdłuż ściany narządu. Jednak w niektórych przypadkach konieczne jest usunięcie w jednym bloku tkankowym (en block) sąsiadujących struktur anatomicznych. W przypadku zabiegów granicznie operacyjnych zabieg poprzedza leczenie neoadiuwantowe imatynibem. W zmianach zlokalizowanych w zakresie żołądka wykonuje się resekcję klinową guza z fragmentem ściany narządu, rzadziej wykonuje się gastrektomię subtotalną lub totalną. W zmianach w jelicie cienkim lub grubym wykonuje się resekcję odcinkową. Istotne jest nienaruszenie pseudotorebki guza i unikanie pęknięcia guza, który jest dość kruchy. GIST rzadko daje przerzuty do węzłów chłonnych, dlatego limfadenektomia nie jest w większości przypadków koniecznym elementem zabiegu, jednak u niektórych chorych z GIST związanym z niedoborem SDH wykonuje się limfadenektomię.
Ocenia się, że całkowita resekcja jest możliwa w 85% przypadków nowotworów podścieliskowych przewodu pokarmowego. W przypadku nieuzyskania marginesów mikroskopowo wolnych od nacieku nowotworowego (resekcja R1) dalsze postępowanie jest indywidualizowane. Choć resekcja z mikroskopowym naciekiem nowotworowym wiąże się z większym ryzykiem miejscowego nawrotu, to najprawdopodobniej nie wiąże się z gorszym przeżyciem całkowitym. Opcjami leczniczymi u chorych z mikroskopowym naciekiem nowotworowym jest ponowna operacja, obserwacja chorego oraz leczenie imatynibem. Generalnie u chorych z mikroskopowym naciekiem nowotworu podścieliskowego nie ma konieczności wykonywania reoperacji. Reoperacja nie powinna nieść ze sobą poważnego wpływu na czynność przewodu pokarmowego, a warunkiem przeprowadzenia ponownej operacji jest dokładne ustalenie lokalizacji guza.
U wybranych chorych z niewielkimi zmianami o korzystnej lokalizacji mogą być wykorzystane techniki laparoskopowe. W metaanalizie nie wykazano różnicy w osiąganych wynikach długoterminowych pomiędzy operowanymi laparoskopowo, a operowanymi metodą otwartą. W przypadku dużych zmian większych niż 5 cm laparoskopia nie jest zalecana i preferuje się laparotomię.
W przypadku bardzo małych zmian poniżej 2 cm rola leczenia chirurgicznego jest niejasna, ponieważ nie jest znana historia naturalna takich zmian, w tym tempo ich wzrostu i ich zdolność do tworzenia przerzutów. Zwykle operacji poddaje się jedynie zmiany wywołujące objawy, a zmiany bezobjawowe, o ile nie wykazują ultrasonograficznych cech wysokiego ryzyka, poddaje się obserwacji w badaniach endoskopowych.

#### Przedoperacyjne leczenie imatynibem

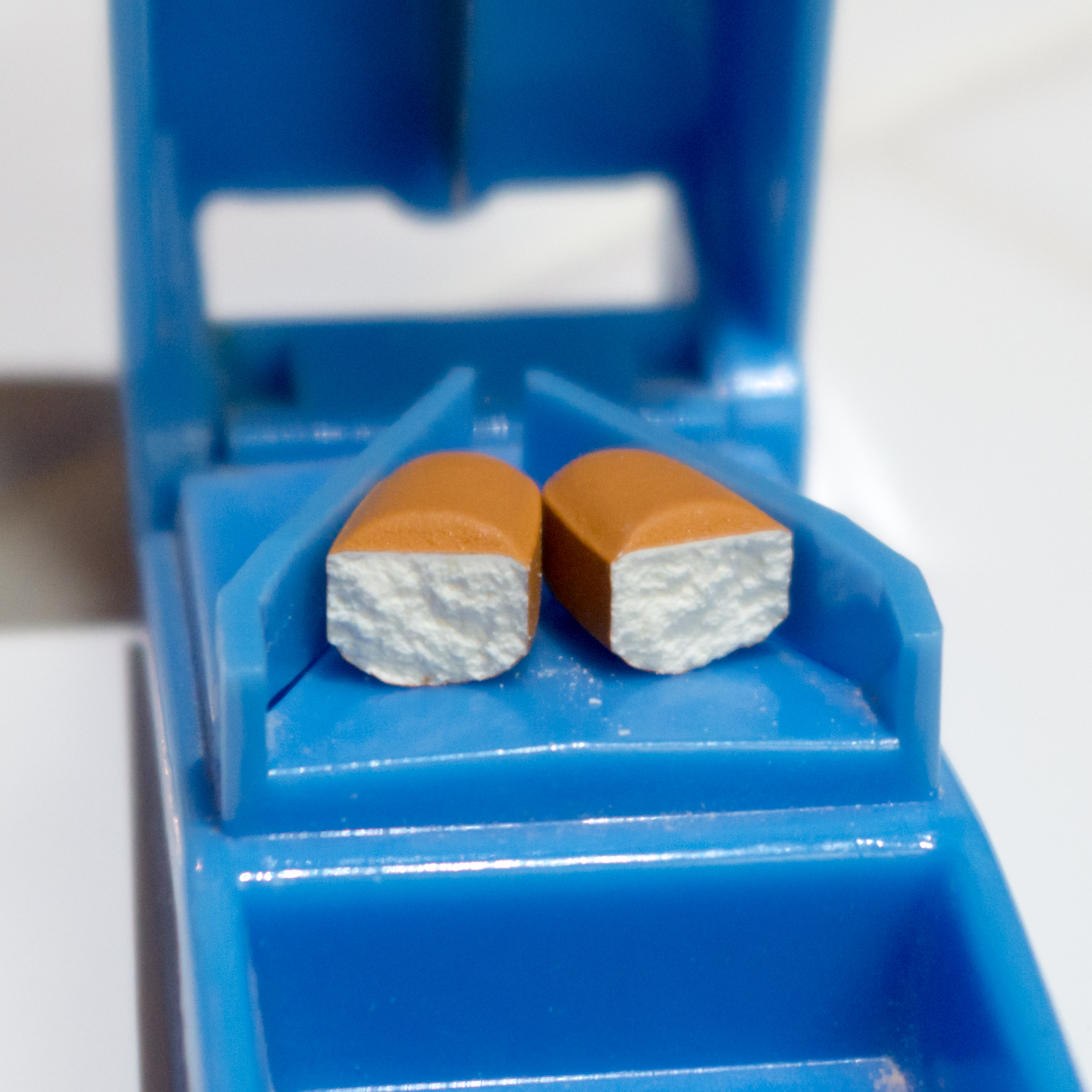
Imatynib jest wykorzystywany w leczeniu pooperacyjnym u chorych z czynnikami wysokiego ryzyka nawrotu, część chorych wymaga leczenia przedoperacyjnego tym lekiem.

W leczeniu neoadiuwantowym (przedoperacyjnym) nowotworów podścieliskowych przewodu pokarmowego stosuje się imatynib, który jest selektywnym inhibitorem receptora kinazy tyrozynowej. Lek może pozwolić zmniejszyć wielkość nowotworu przed resekcją, potencjalnie zmniejszając zakres koniecznej resekcji. Imatynib wykorzystuje się w leczeniu przedoperacyjnym w celu obniżenia stopnia zaawansowania nowotworu i umożliwienia wykonania operacji z uzyskaniem wolnych marginesów chirurgicznych potencjalnie operacyjnych nowotworów podścieliskowych przewodu pokarmowego, u których nie ma możliwości wykonania zabiegu operacyjnego bez nieakceptowalnego deficytu funkcjonalnego oraz chorobowości. Imatynib jest podawany w dawce dziennej 400 mg, choć przy udokumentowanej mutacji KIT w eksonie 9 dawka może być zwiększana do 800 mg. Nie określono optymalnej długości leczenia przedoperacyjnego i leczenie jest kontynuowane do czasu uzyskania maksymalnej odpowiedzi na lek określanej jako brak dalszej poprawy w porównaniu do poprzedniego badania obrazowego. Zabieg operacyjny może być wykonany przed osiągnięciem maksymalnej odpowiedzi, gdy leczenie osiągnęło wcześniej założone cele. Z drugiej strony wydłużenie leczenia neoadiuwantowego powyżej 12 miesięcy może wiązać się z większym ryzykiem powstania oporności na lek, dlatego unika się wydłużania leczenia neoadiuwantowego powyżej 12 miesięcy. W przypadku pojawienia się progresji podczas leczenia imatynibem leczenie przerywa się i ponownie ocenia się wskazania do zabiegu operacyjnego.
W kilku niewielkich badaniach prospektywnych wykazano bezpieczeństwo i skuteczność leczenia neoadiuwantowego za pomocą imatynibu. W badaniu Fiore i współpracowników imatynib korzystnie wpływał na poprawę resekcyjności zmian i zmniejszenie chorobowości zabiegu. Zaobserwowano medianę zmniejszenia się wymiaru guza o 34%. W badaniu na 19 chorych odsetek odpowiedzi wynosił 69%. W badaniu BFR14 60% chorych leczonych neoadiuwantowo osiągnęło częściową remisję (PR). Badania nie pozwalają na ocenę rzeczywistego wpływu na przeżycie całkowite, ponieważ chorzy dalej otrzymywali imatynib w leczeniu uzupełniającym. Lek nie zwiększa ryzyka powikłań pooperacyjnych.

#### Pooperacyjne leczenie imatynibem
U około połowy leczonych z powodu nowotworu podścieliskowego przewodu pokarmowego samodzielne leczenie chirurgiczne jest wystarczające do wyleczenia choroby. Z drugiej strony połowa leczonych doświadcza nawrotu w postaci wznowy miejscowej lub przerzutów odległych. Zatem część chorych wymaga leczenia uzupełniającego (adiuwantowe, pooperacyjne), ale część nie odnosi z niego korzyści. Kluczową w identyfikacji chorych wymagających dalszego leczenia uzupełniającego po operacji i odnoszących korzyści z tego leczenia jest identyfikacja czynników ryzyka nawrotu choroby.
Kwalifikacja do leczenia uzupełniającego opiera się o ocenę ryzyka nawrotu uwzględniającą liczbę mitoz powyżej 5/50, wielkość guza powyżej 5 cm, lokalizację pozażołądkową i pęknięcie jego torebki. W kwalifikacji do leczenia adiuwantowego wykorzystuje się klasyfikację AFIP lub starszą klasyfikację NIH. U chorych o wysokim ryzyku nawrotu po radykalnej operacji stosuje się leczenie uzupełniające. W leczeniu adiuwantowym wykorzystuje się imatynib, który podaje się przez 36 miesięcy. U chorych otrzymujących leczenie neoadiuwantowe po zabiegu operacyjnym kontynuuje się leczenie imatynibem jako terapię adiuwantową.
Skuteczność leczenia pooperacyjnego imatynibem wykazano w kilku badaniach klinicznych. W badaniu III fazy ACOSOG Z9001 porównano skuteczność imatynibu w leczeniu uzupełniającym po zabiegu operacyjnym do samodzielnego zabiegu i obserwacji chorych. Wykazano, że chorzy otrzymujący imatynib osiągali dłuższą medianę przeżycia wolnego od nawrotu (RFS), przy czym w tym badaniu osiągana mediana przeżycia całkowitego (OS) nie różniła się znacząco pomiędzy obiema grupami. W skandynawskim badaniu wykazano, że podawanie imatynibu przez 36 miesięcy jest skuteczniejsze w wydłużaniu mediany przeżycia całkowitego (OS) i przeżycia wolnego od nawrotu (RFS) niż podaż przez 12 miesięcy.

### Leczenie choroby z przerzutami, nieoperacyjnej i nawrotowej

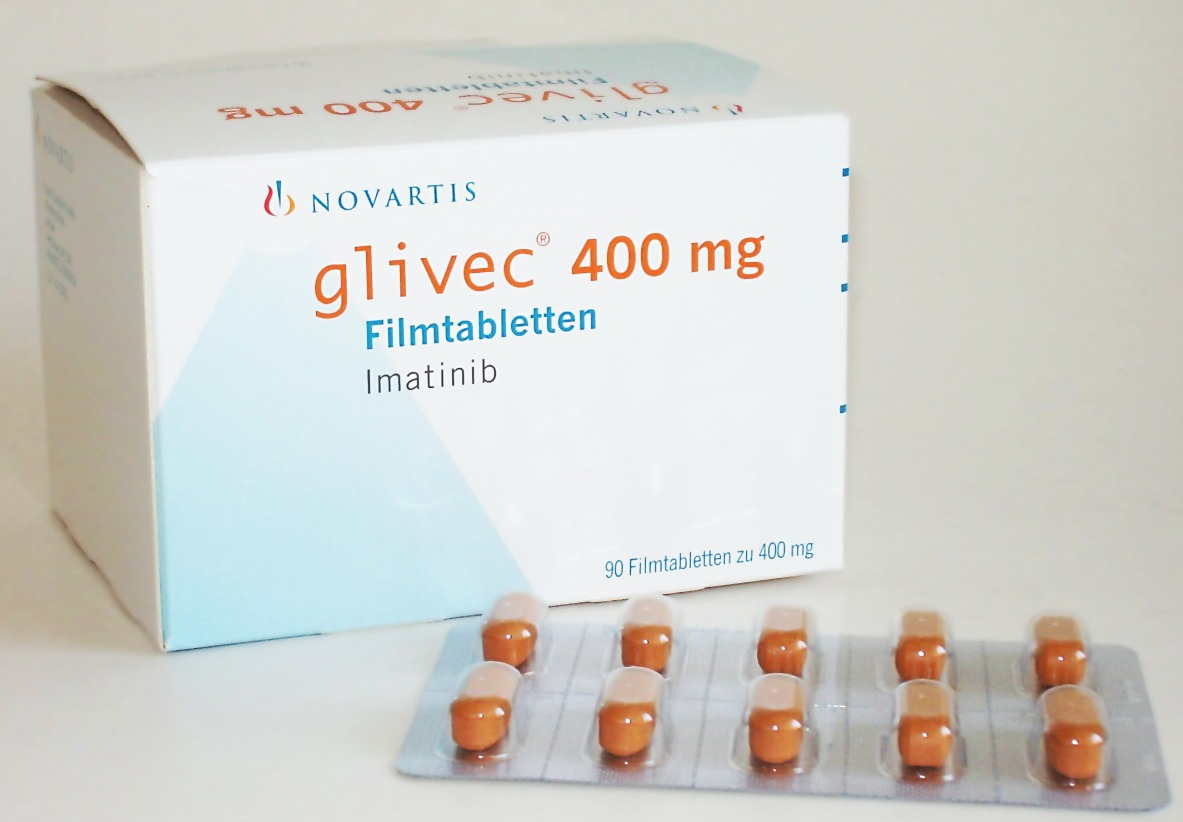
Imatynib

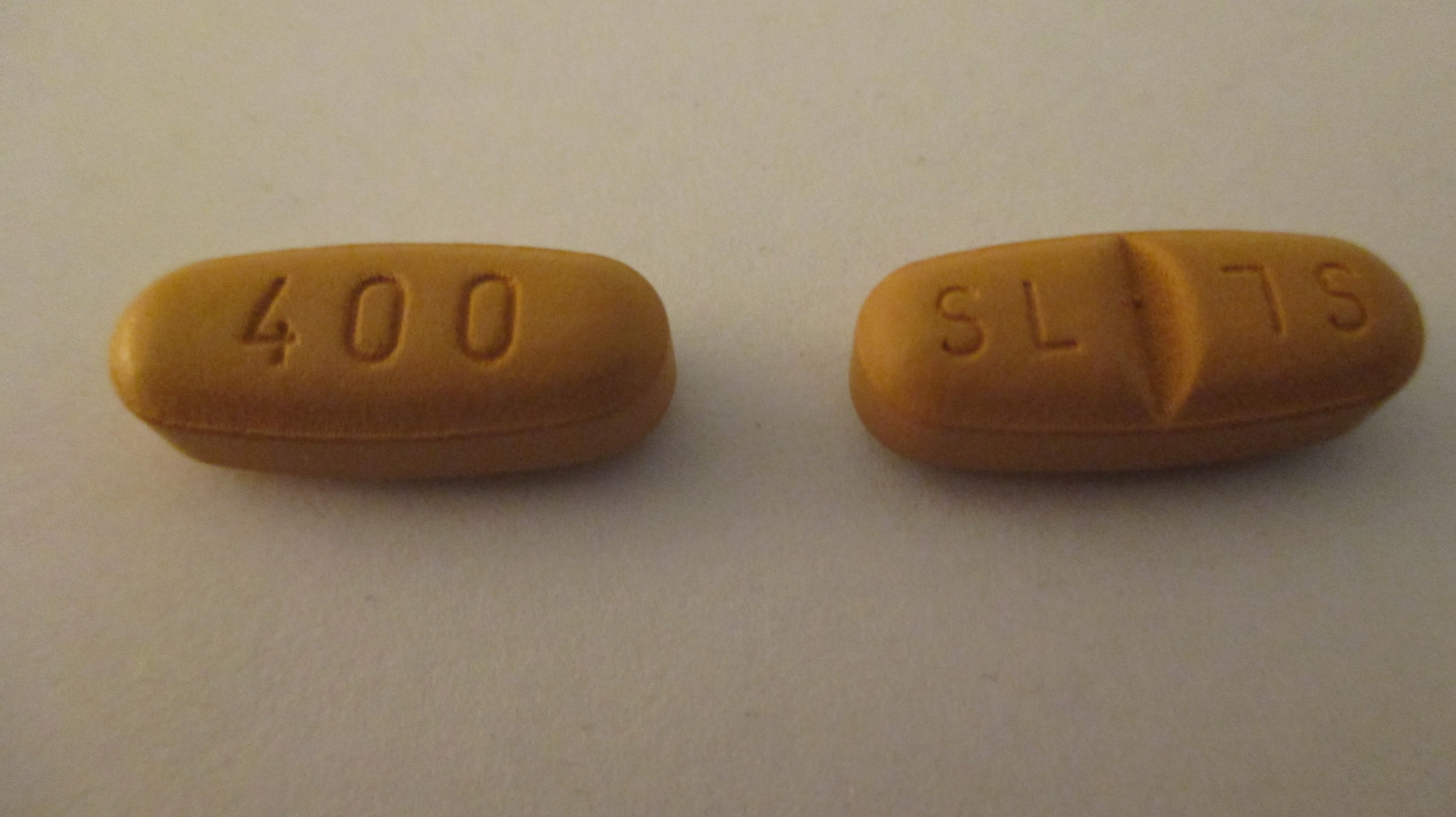
Imatynib

W leczeniu choroby z przerzutami, choroby nieoperacyjnej oraz choroby nawrotowej stosuje się leczenie celowane oparte na inhibitorach kinazy tyrozynowej. Lekiem pierwszego rzutu jest imatynib obejmujący w swoim spektrum KIT i PDGFR. Lek standardowo podaje się w dawce 400 mg, a u chorych z mutacją KIT w eksonie 9 opcją jest zwiększenie dawki 800 mg.
U większości chorych imatynib prowadzi do obiektywnych odpowiedzi i długotrwałych korzyści klinicznych. Dwie trzecie chorych leczonych tym lekiem osiąga odpowiedź obiektywną, mediana czasu przeżycia wolnego od progresji przekracza dwa lata, a 15% chorych osiąga długotrwałą odpowiedź na leczenie trwającą ponad 10 lat. U 10–15% chorych obserwuje się pierwotną oporność na imatynib lub jego nietolerancję. W badaniu klinicznym II fazy Demetri i współpracowników imatynib powodował uzyskanie częściowej odpowiedzi (PR) u 68,1% i stabilizację choroby u 15,6% (SD). Mediana przeżycia wolnego od progresji wynosiła 24 miesiące, a mediana przeżycia całkowitego 57 miesięcy. W dziewięcioletniej obserwacji 35% leczonych imatynibem osiągnęło dziewięcioletnie przeżycie całkowite.
Kolejne badania miały na celu ustalenie optymalnej dawki imatynibu. W dwóch badaniach klinicznych III fazy EORTC 62005 i S0033/CALGB 150105 porównujących skuteczność dawki imatynibu 400 mg i 800 mg nie wykazano różnicy w odsetku odpowiedzi oraz osiąganym przeżyciu całkowitym pomiędzy niższą, a wyższą dawką leku, choć w badaniu EORTC 62005 opisano nieznaczne wydłużenie czasu przeżycia wolnego od progresji (PFS), czego z kolei nie stwierdzono w badaniu S0033/CALGB 150105. Jednocześnie wyższa dawka wiązała się z wyższym ryzykiem działań niepożądanych. Przy progresji przy leczeniu imatynibem w dawce 400 mg podano lek w wyższej dawce 800 mg, osiągając stabilizację choroby (SD). W metaanalizie tych dwóch badań na łącznej liczbie 1640 chorych również nie potwierdzono poprawy przeżycia całkowitego u chorych leczonych wyższą dawką imatynibu, choć wiązała się ona z dłuższym czasem przeżycia wolnego od progresji (PFS). Wydłużenie przeżycia wolnego od progresji dotyczyło wyłącznie chorych z mutacją KIT w eksonie 9. W innym badaniu wykazano istotne korzyści w osiąganym czasie przeżycia wolnego od progresji u chorych z mutacją KIT w eksonie 9 ze zwiększania dawki imatynibu do 800 mg.
Odsetek odpowiedzi na imatynib różni się w zależności od lokalizacji mutacji genu KIT. Ocenia się, że imatynib wywołuje obiektywne odpowiedzi u 72% chorych z mutacją w eksonie 11, u 38% z mutacją w eksonie 9 i u 28% chorych z WT-GIST. Z kolei najczęstsza mutacja PDGFRA D842 V wiąże się z całkowitą opornością na imatynib.

#### Oporność na imatynib
Około 10–15% chorych pomimo leczenia imatynibem wykazuje pierwotną, wczesną oporność w ciągu 6 miesięcy od włączenia leku, a oporność wtórna pojawiająca się w ciągu 2–3 lat leczenia imatynibem dotyczy około 40–50% chorych. Głównymi mechanizmami pierwotnej oporności na imatynib są mutacja PDGFRA 842V, mutacja KIT w eksonie 9 oraz wild-type GIST (WT-GIST). Z kolei wtórna oporność na imatynib jest spowodowana wytworzeniem nowych mutacji prowadzących do konstytutywnej aktywacji kinazy tyrozynowej w miejscu wiązania ATP lub pętli aktywacyjnej. Możliwa jest utrata ekspresji KIT w połączeniu z aktywacją alternatywnych kinaz tyrozynowych lub innych onkogenów. Oporność może być zjawiskiem zlokalizowanym objawiającym się wzrostem (progresją) jednej zmiany przy stabilnym obrazie pozostałych zmian lub jako zjawisko uogólnione z progresją licznych zmian.
W przypadku progresji choroby przy standardowych dawkach imatynibu opcjami terapeutycznymi są eskalacja dawki imatynibu lub zmiana leczenia na inhibitor kinazy tyrozynowej drugiej linii (sunitynib).
W modyfikacji leczenia w pierwszej kolejności zwiększa się dawkę imatynibu z 400 mg do 800 mg, co pomaga przełamać oporność na lek. Zwiększenie dawki leku może spowodować wydłużenie czasu wolnego od progresji choroby. U chorych z ograniczoną progresją, gdy większość ognisk choroby jest dalej kontrolowana przez imatynib, raczej kontynuuje się leczenie imatynibem w tej samej dawce lub dawce maksymalnej bez zmiany imatynibu na inhibitory kinazy tyrozynowej drugiego rzutu.
Sunitynib jest inhibitorem wielu kinaz tyrozynowych, w tym KIT i PDGFRA. Znajduje zastosowanie w leczeniu drugiej linii po progresji choroby u chorych leczonych imatynibem. Lek podaje się w dawce dziennej 50 mg przez 4 tygodnie w cyklu co 2 tygodnie lub schemacie z codzienną dawką 37,5 mg bez stosowania przerw. W badaniu III fazy u chorych z progresją podczas leczenia imatynibem porównano skuteczność sunitynibu w dawce dziennej 50 mg z placebo. Wykazano, że sunitynib wpływa na wydłużenie czasu do progresji choroby (TTP) z 1,5 miesiąca do 6,3 miesięcy. W badaniu na 1124 chorych z progresją podczas leczenia imatynibem podawanego w schemacie 50 mg mediana przeżycia wolnego od progresji (PFS) wynosiła 8,3 miesięcy, a mediana przeżycia całkowitego 16,6 miesięcy. W kolejnym badaniu III fazy oceniano skuteczność sunitynibu w dawce 37,5 mg w porównaniu z placebo, lek wywoływał częściową remisję (PR) u 13% leczonych i stabilizację choroby (SD) u 40%. Prawdopodobnie schemat dawkowania bez przerw wiąże się z lepszą tolerancją. Lek wykazuje większą skuteczność w GIST-WT oraz mutacji KIT w eksonie 9 i 11.
U chorych z progresją podczas leczenia imatynibem i sunitynibem podaje się regorafenib, który jest inhibitorem wielu kinaz tyrozynowych w tym KIT i PDGFRA. W badaniu klinicznym porównującym regorafenib z placebo lek wydłużał medianę przeżycia wolnego od progresji (PFS) do 1,8 miesiąca, podczas gdy chorzy otrzymujący placebo osiągali medianę przeżycia wolnego od progresji 0,9 miesiąca. Kolejne linie leczenia po progresji podczas leczenia imatynibem, sunitynibem i regorafenibem obejmują nilotynib, sorafenib i imatynib w niskiej dawce z doksorubicyną.
W przypadku uogólnionej progresji i całkowitego odstawienia inhibitorów kinazy tyrozynowej może dojść do szybkiej progresji klonów dotychczas wrażliwych na inhibitory kinazy tyrozynowej i kontrolowanych przez te leki. Zatem inhibitory kinazy tyrozynowej stanowią istotny składnik leczenia wspomagającego u chorych z chorobą progresywną. U chorych z progresją nie odnoszących korzyści z dotychczasowego leczenia inhibitorami kinazy tyrozynowej opcją leczniczą może być ponowne wprowadzenie uprzednio stosowanego i dobrze tolerowanego leku.

#### Leczenie chirurgiczne w chorobie zaawansowanej
Leczenie choroby nieoperacyjnej jest oparte na inhibitorach kinaz tyrozynowych. Lek może spowodować zmniejszenie masy guza i umożliwić wykonanie zabiegu operacyjnego bez powodowania istotnego deficytu funkcjonalnego.
Leczenie chirurgiczne choroby z przerzutami ma dość ograniczone zastosowanie. U starannie wybranych chorych z przerzutami w wątrobie wykonuje się ich resekcję (metastazektomia), a następnie kontynuuje się leczenie inhibitorami kinazy tyrozynowej. Nie jest jasne czy takie postępowanie faktycznie prowadzi do poprawy przeżycia całkowitego leczonych taką metodą. Warunkiem przeprowadzenia zabiegu jest korzystna lokalizacja zmian i możliwość ich całkowitego wycięcia u chorego odpowiadającego na leczenie inhibitorami kinaz tyrozynowych.
W korzystnie zlokalizowanych zmianach z ograniczoną ogniskową progresją (progresja 1–2 zmian przy stabilizacji obrazu pozostałych zmian) u wybranych chorych wykorzystuje się postępowanie zabiegowe obejmujące resekcję, termoablację lub chemioembolizację. Resekcja takich ognisk może pozwolić na eliminację klonów opornych na imatynib, co może umożliwić kontynuację leczenia tym lekiem. Z drugiej strony niepełne resekcje wiążą się ze znacznym odsetkiem powikłań.
Leczenie chirurgiczne również znajduje zastosowanie w leczeniu paliatywnym niedrożności, perforacji jelita lub krwawienia.

#### Klasyczna chemioterapia
Nowotwory podścieliskowe przewodu pokarmowego wykazują znaczną oporność na klasyczne cytostatyki. Interpretacja starszych badań jest trudna, ponieważ część GIST dawniej było klasyfikowane jako mięśniakomięsak gładkokomórkowy. Doksorubicyna i ifosfamid, które są podstawowymi cytostatykami w leczeniu mięsaków tkanek miękkich, wykazują niewielką aktywność w leczeniu GIST. Odsetki odpowiedzi na cytostatyki nie przekraczają 10%.

### Ocena odpowiedzi na leczenie
Odpowiedź na leczenie jest oceniana w badaniach obrazowych, głównie tomografii komputerowej, w oparciu o kryteria RECIST, jednak pewną przewagę mają kryteria Choi, które poza wielkością zmian oceniają również jej gęstość, co pozwala wykluczyć rzekomą progresję zmiany związaną wyłącznie ze zwiększeniem jej objętości z jednoczesnym spadkiem jej gęstości. Z drugiej strony kryteria Choi nie są tak szeroko akceptowane jak RECIST.

## Rokowanie
Odsetek przeżyć pięcioletnich w zależności od wielkości zmiany, lokalizacji oraz indeksu mitotycznego wynosi 35–65%. W analizie SEER odsetek trzyletniego przeżycia specyficznego dla nowotworu (CSS) w chorobie bez przerzutów wynosi 92,2%. Z kolei w chorobie z przerzutami odsetek przeżyć trzyletnich specyficznych dla nowotworu wynosi 61,9%.

## Historia
Nowotwory podścieliskowe przewodu pokarmowego wcześniej były klasyfikowane jako mięśniaki gładkokomórkowe i mięśniakomięsaki gładkokomórkowe. W latach 70. i 80. XX wieku dzięki wprowadzeniu mikroskopu elektronowego i metod immunohistochemicznych zauważono, że istnieje grupa nowotworów bez wyrażania cech nowotworów tkanki mięśniowej gładkiej. W 1983 roku Mazur i Clark wyodrębnili grupę nowotworów nazwaną nowotwory podścieliskowe przewodu pokarmowego. W połowie lat 90. postawiono tezę o pochodzeniu tego nowotworu z komórek Cajala. W 1998 roku opisano nadekspresję KIT (CD117). Na początku lat dwutysięcznych do leczenia GIST wprowadzono imatynib.

## Weterynaria
Guzy stromalne zostały zidentyfikowane u psów, koni i naczelnych. Podobnie jak u człowieka utkanie guza w obrębie mięśniówki właściwej tworzą komórki wrzecionowate i nabłonkowate wykazujące ekspresję CD117 i CD34. Guz może być zlokalizowany w żołądku, jelicie cienkim i grubym. Do objawów choroby należą utrata apetytu, utrata masy ciała, wymioty, krwawienie do przewodu pokarmowego oraz niedrożność jelit.
Zdjęcie rentgenowskie i USG może wykazać obecność guza w jamie brzusznej. Czasami wykorzystuje się techniki endoskopowe. W celu ostatecznego rozpoznania konieczne jest uzyskanie materiału do badania histopatologicznego, który zwykle uzyskuje się podczas laparotomii zwiadowczej. Techniki immunohistochemiczne mogą być przydatne do różnicowania GIST z mięśniakomięsakiem gładkokomórkowym.
Podstawową metodą leczenia jest zabieg operacyjny polegający na wycięciu guza w zakresie zdrowych tkanek. W związku z obecnością mutacji KIT opisywano próby leczenia za pomocą imatynibu, choć jego skuteczność nie jest oceniona.

## Klasyfikacja ICD10
| kod ICD10   | nazwa choroby                                             |
| ----------- | --------------------------------------------------------- |
| ICD-10: C15 | Nowotwór złośliwy przełyku                                |
| ICD-10: C16 | Nowotwór złośliwy żołądka                                 |
| ICD-10: C17 | Nowotwór złośliwy jelita cienkiego                        |
| ICD-10: C18 | Nowotwór złośliwy jelita grubego                          |
| ICD-10: C19 | Nowotwór złośliwy zgięcia esiczo-odbytniczego             |
| ICD-10: C20 | Nowotwór złośliwy odbytnicy                               |
| ICD-10: C49 | Nowotwór złośliwy tkanki łącznej i innych tkanek miękkich |